# Куантан
Куантан (малай. Kuantan; кит.: 关丹) — місто на сході півострівної частини Малайзії; столиця штату Паханг. Столиця штату Паханг була перенесена в Куантан із Куала-Ліпіс у 1955 році.

## Географія
Розташоване поблизу гирла річки Куантан при її впадінні в Південнокитайське море, приблизно на півдорозі між Сінгапуром і Кота-Бару.

### Клімат
Місто знаходиться у зоні, котра характеризується вологим тропічним кліматом. Найтепліший місяць — квітень із середньою температурою 27,8 °C (82 °F). Найхолодніший місяць — січень, із середньою температурою 25,6 °C (78 °F).
| Клімат Куантана         | Клімат Куантана | Клімат Куантана | Клімат Куантана | Клімат Куантана | Клімат Куантана | Клімат Куантана | Клімат Куантана | Клімат Куантана | Клімат Куантана | Клімат Куантана | Клімат Куантана | Клімат Куантана | Клімат Куантана |
| Показник                | Січ.            | Лют.            | Бер.            | Квіт.           | Трав.           | Черв.           | Лип.            | Серп.           | Вер.            | Жовт.           | Лист.           | Груд.           | Рік             |
| Абсолютний максимум, °C | 32              | 35              | 35              | 38              | 42              | 41              | 38              | 42              | 37              | 38              | 36              | 38              | 42              |
| Середній максимум, °C   | 28              | 30              | 30              | 31              | 31              | 31              | 31              | 31              | 31              | 31              | 29              | 27              | 30              |
| Середня температура, °C | 25              | 26              | 26              | 27              | 27              | 27              | 27              | 27              | 27              | 27              | 26              | 25              | 26              |
| Середній мінімум, °C    | 22              | 22              | 22              | 23              | 23              | 23              | 22              | 23              | 22              | 23              | 22              | 22              | 22              |
| Абсолютний мінімум, °C  | 17              | 17              | 18              | 20              | 21              | 20              | 20              | 21              | 18              | 21              | 17              | 18              | 17              |
| Норма опадів, мм        | 300             | 170             | 180             | 170             | 190             | 160             | 160             | 170             | 230             | 270             | 310             | 440             | 2860            |
| ----------------------- | --------------- | --------------- | --------------- | --------------- | --------------- | --------------- | --------------- | --------------- | --------------- | --------------- | --------------- | --------------- | --------------- |
| Джерело: Weatherbase    |                 |                 |                 |                 |                 |                 |                 |                 |                 |                 |                 |                 |                 |

## Демографічне становище
Населення міста становить приблизно 607 778 осіб, що робить Куантан 9-м за величиною містом країни. Етнічний склад населення Куантана:
- малайці — 57 %
- китайці — 32 %
- індійці — 10 %
- інші — 1 %.

Розрахунки показують, що щорічний приріст населення міста є найбільшим серед східного узбережжя півострівної Малайзії, що в цілому становить 3,88.

## Економіка
Розвинені харчова, легка та нафтохімічна галузі промисловості. Важливе значення в економіці відіграє також туризм.

## Транспорт
За 15 км від міста розташований аеропорт Султан Хаджі Ахмад Шах, що приймає регулярні рейси з Пінангу, Куала-Лумпура і Сінгапуру. Сезонно діє також сполучення з Тайбеєм. Місто обслуговує порт Куантан.

## Галерея

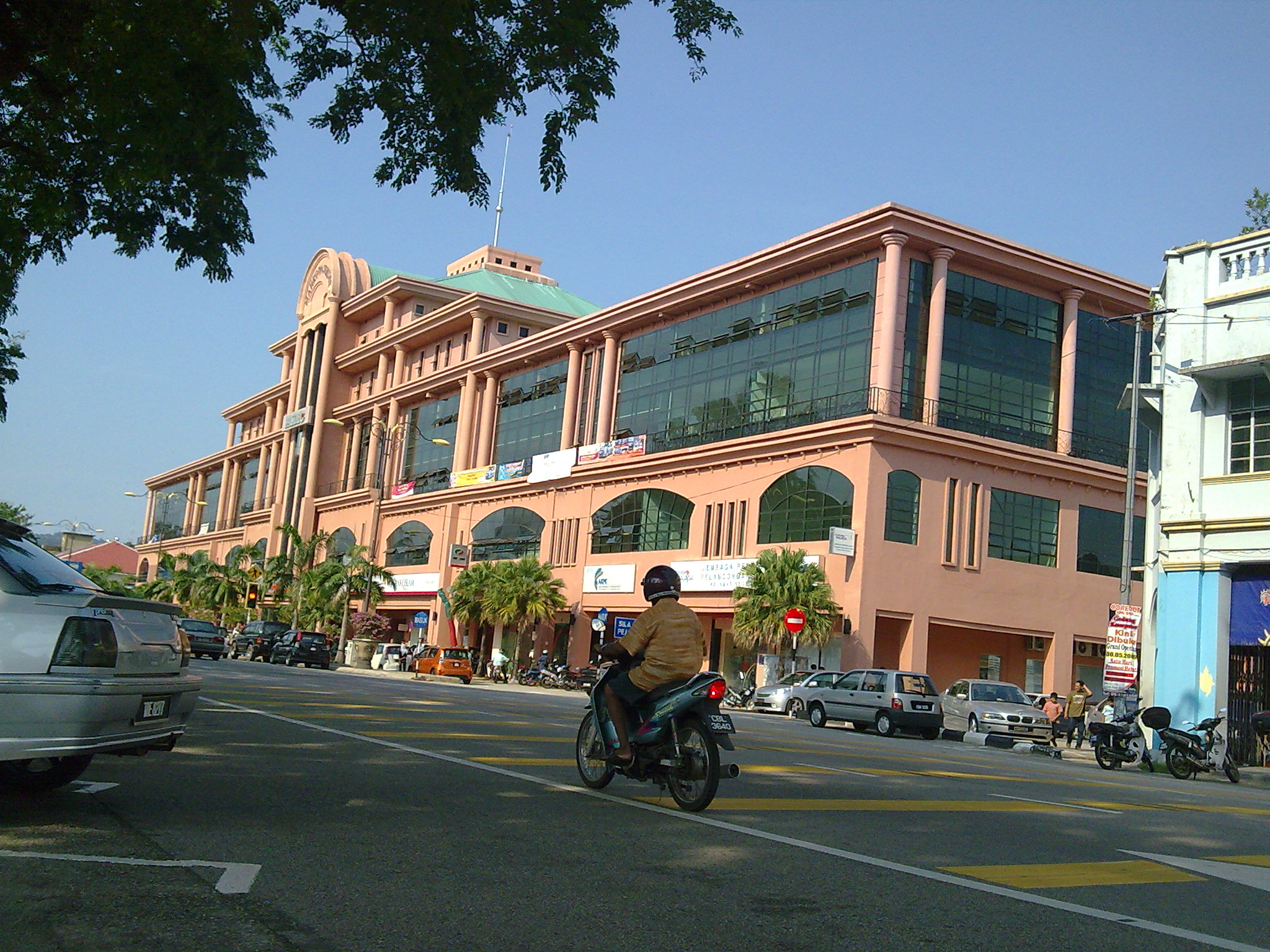
Площа Махкота
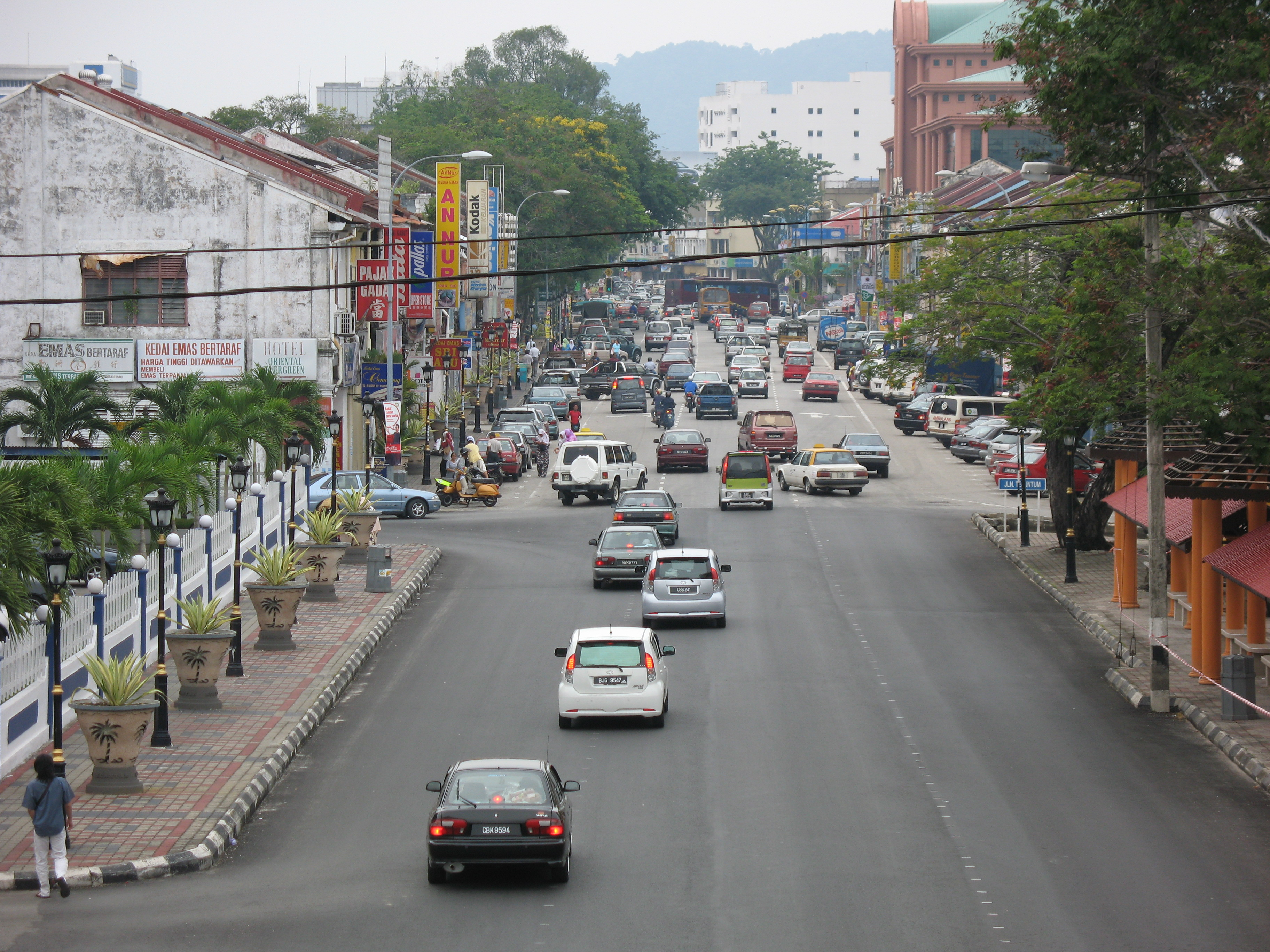
Головна вулиця міста
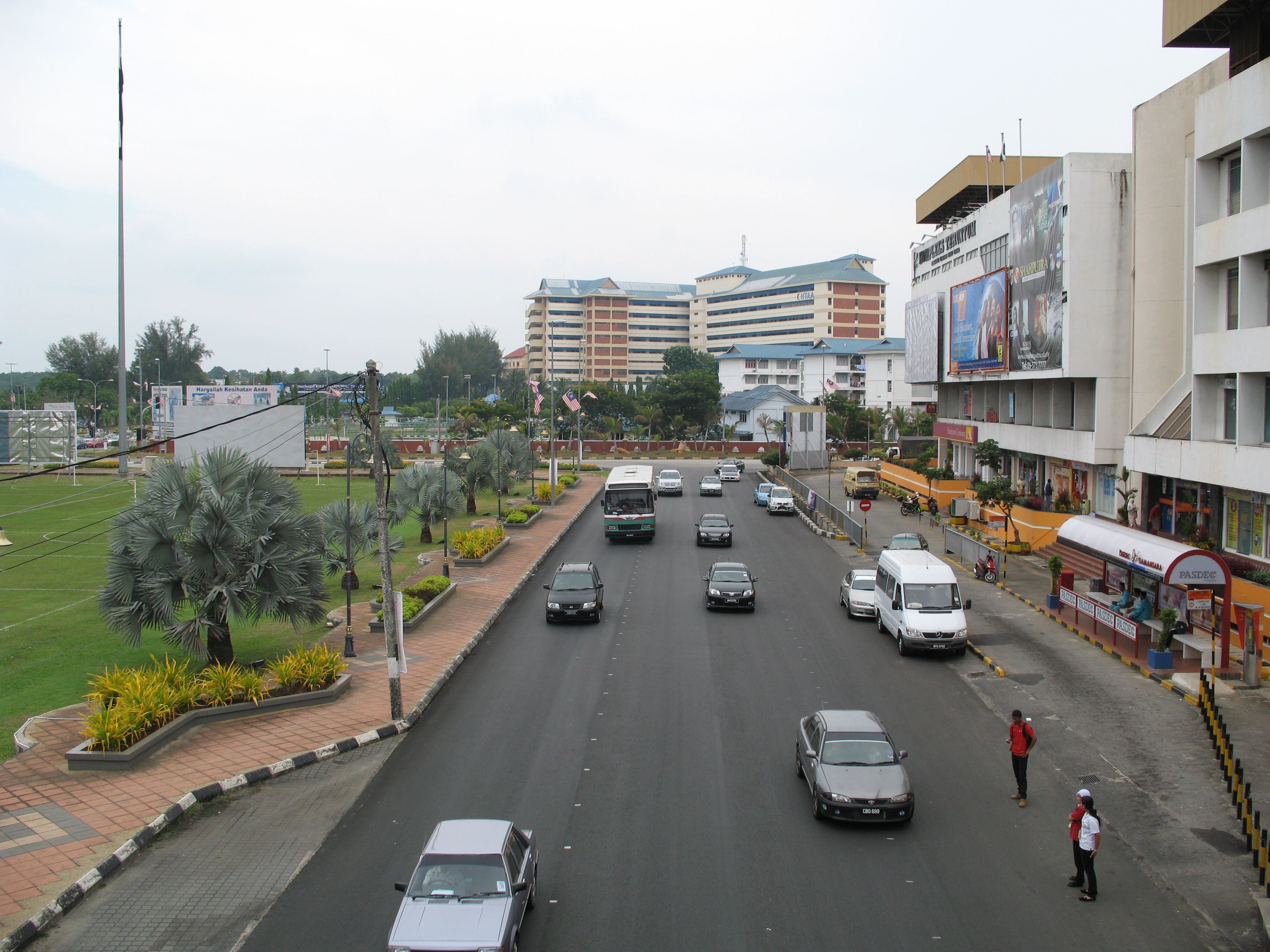
Інший вид на головну вулицю
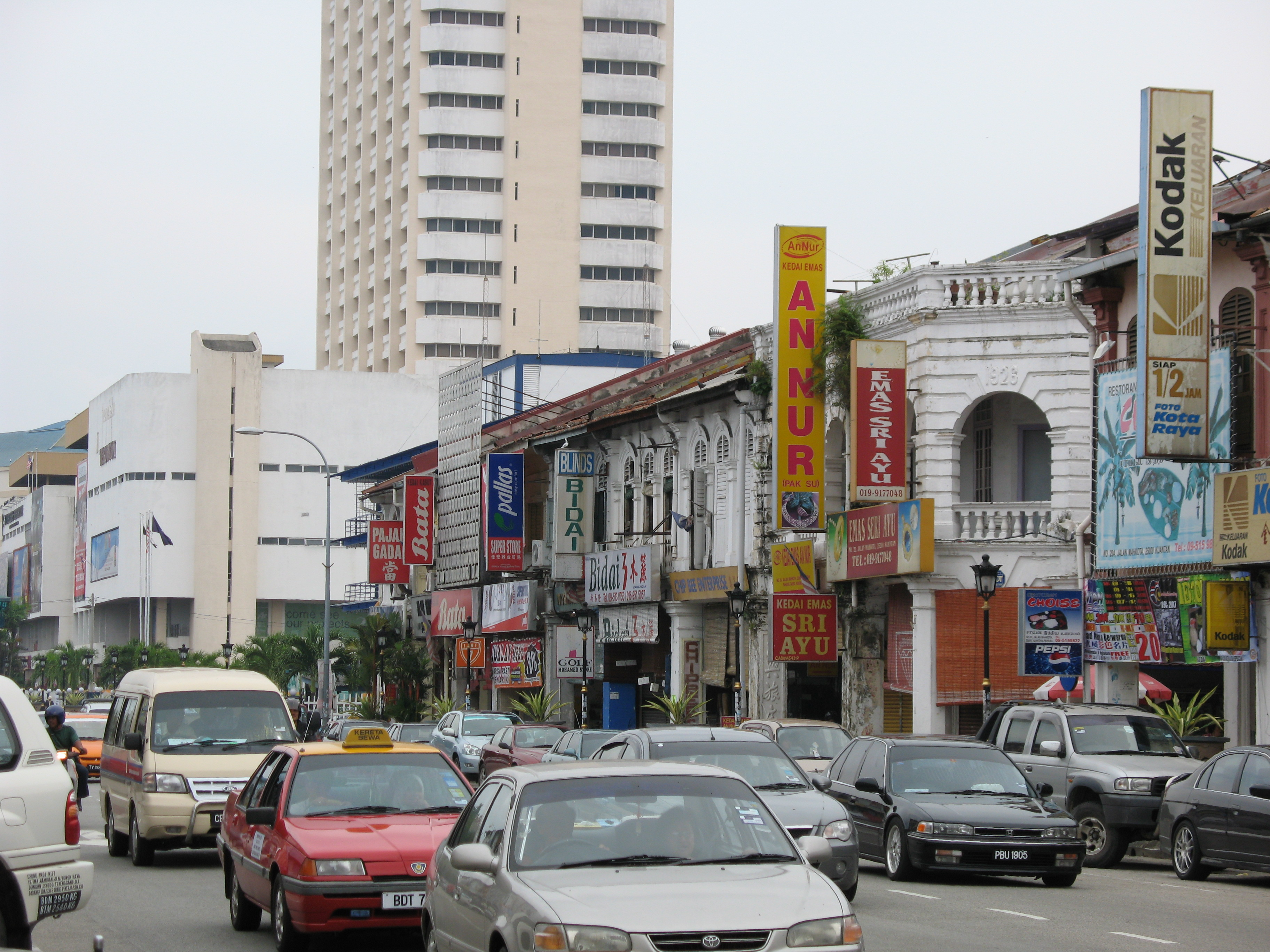
Старі та нові будівлі на вулицях Куантану
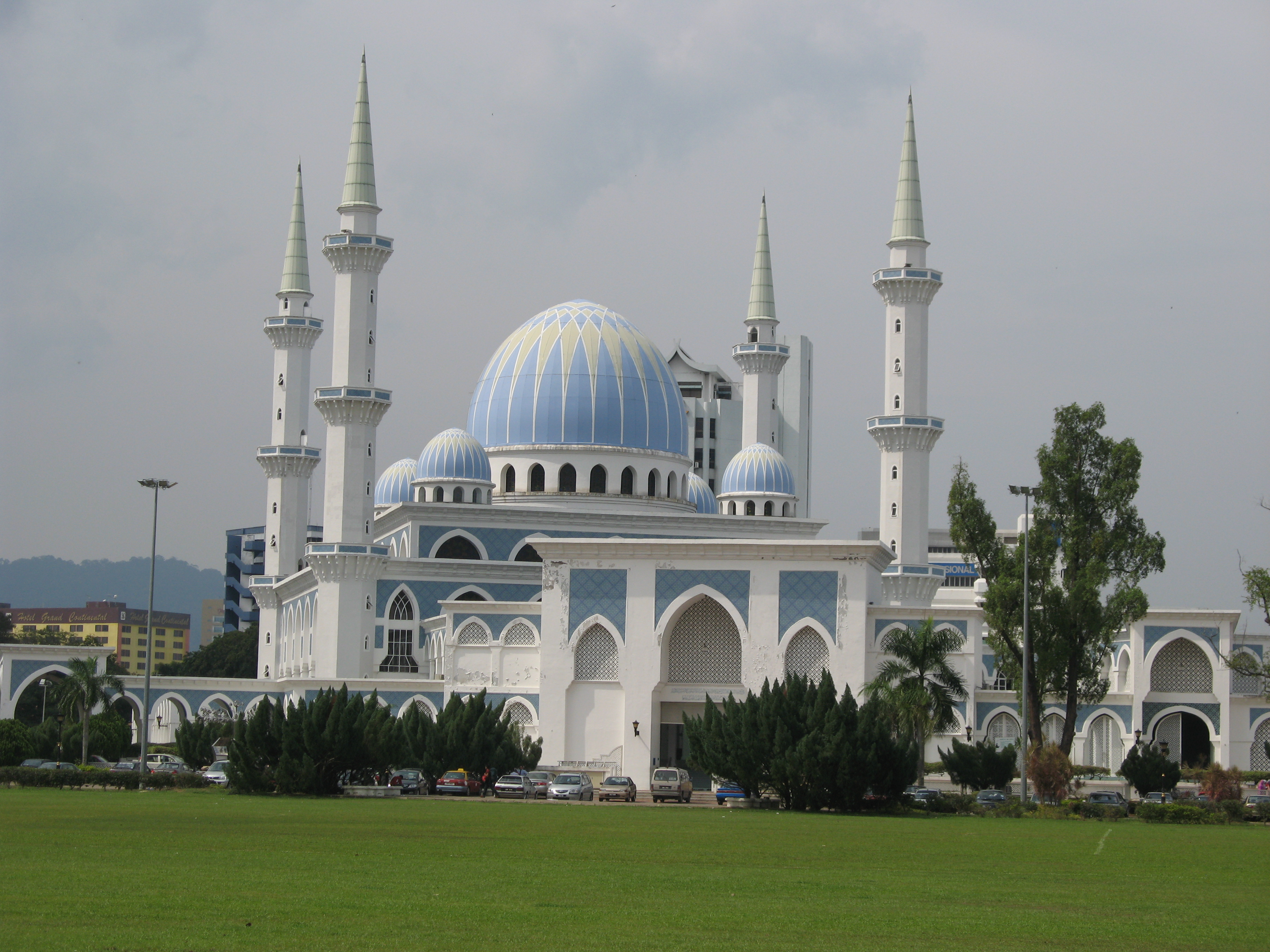
Мечеть у Куантані
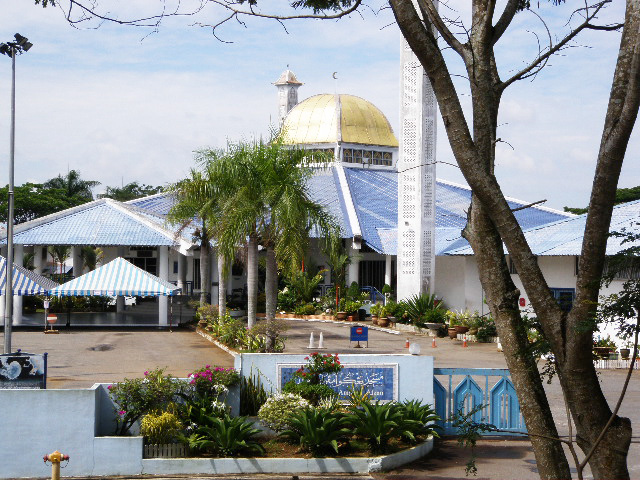
Мечеть Тенгку Ампуан Афзан
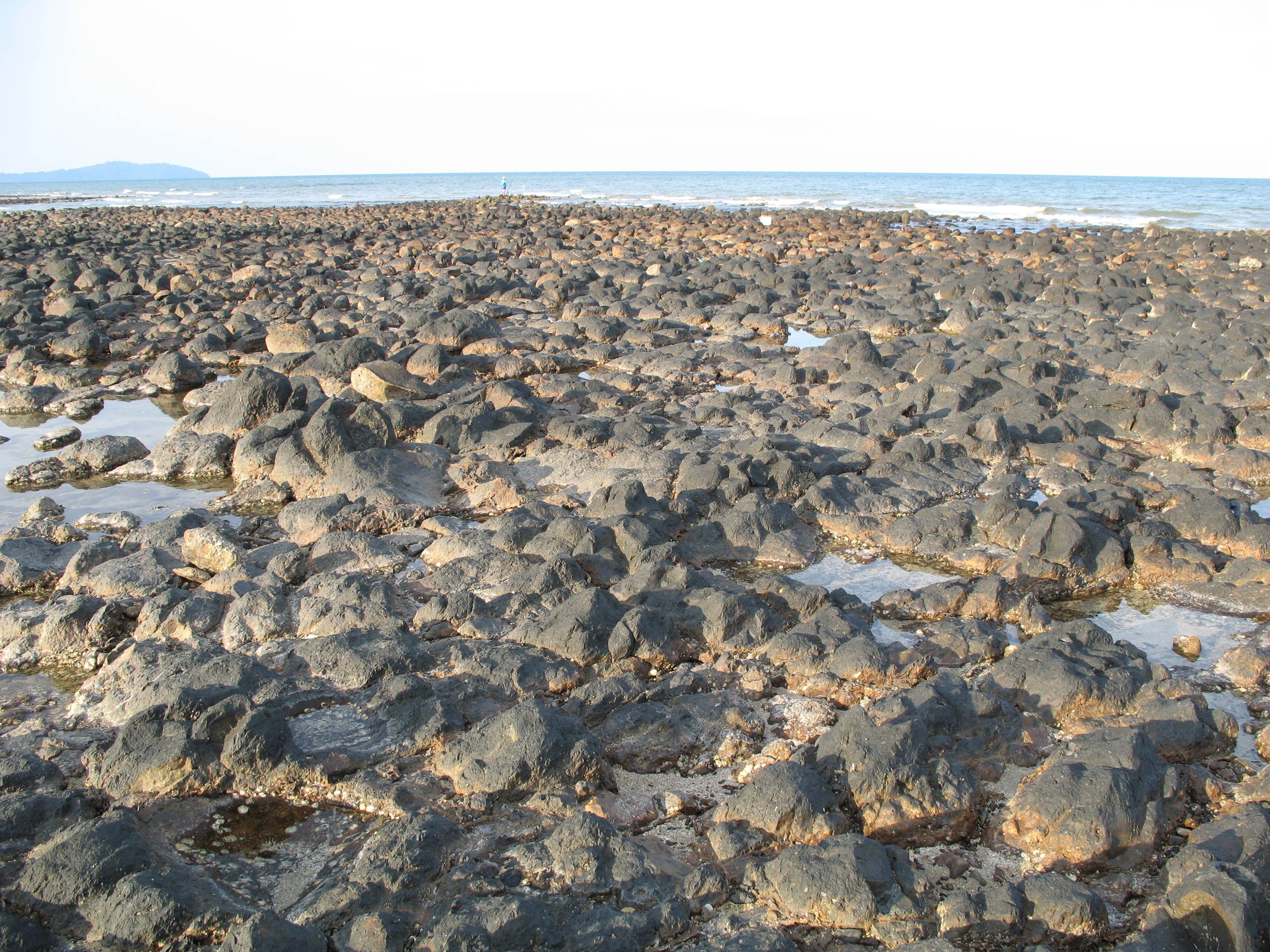
Бату Хітам
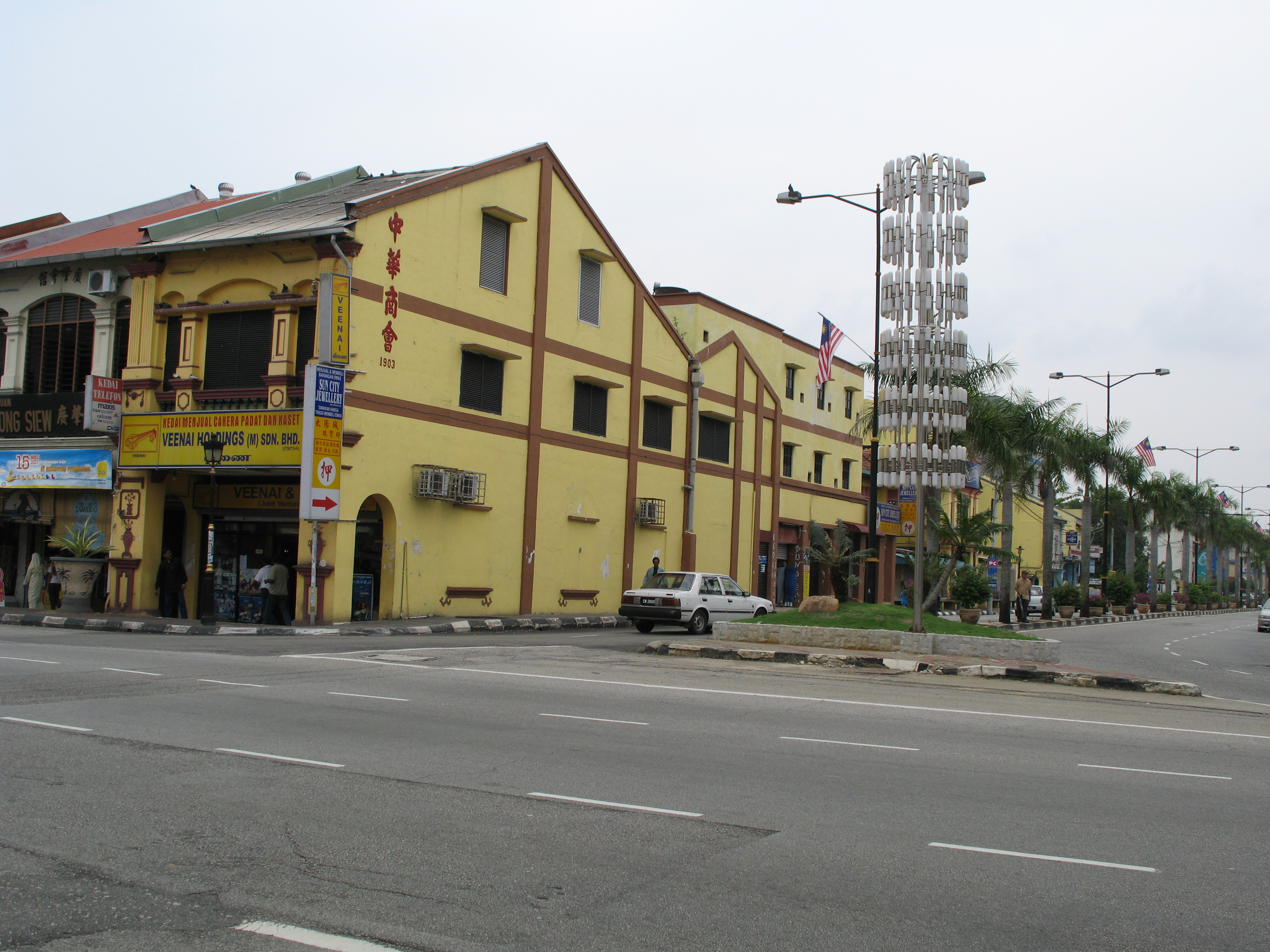